# Bướm lá khô
Bướm lá khô (danh pháp khoa học: Kallima inachus) là một loài bướm đặc trưng cho việc lẩn tránh kẻ thù bằng các hình thức ngụy trang, thuộc chi Kallima, họ Nymphalidae.
Bướm lá khô sinh sống ở châu Á từ Ấn Độ đến Nhật Bản. Với cánh khép lại loài bướm này trông giống một lá khô với các ven tối và là một ví dụ tốt về cách thức ngụy trang.

## Đặc điểm sinh học

### Mô tả
Loài bướm rất đặc trưng ngụy trang lẩn tránh kẻ thù, khi chúng đậu khép cánh lại, mặt dưới cánh giống hệt như một chiếc lá khô. Với phần đuôi cánh sau kéo dài như một chiếc cuống lá và một đường màu nâu kéo dài đến chót cánh trước tạo thành gân chính của lá. Mặt trên cánh trước có một mảng màu cam ở giữa cánh, chót cánh màu đen với một chấm trắng nhỏ, phần còn lại của cánh trước và cánh sau có màu xanh lam rất rõ. Sải cánh: 85 – 110 mm.

### Hoạt động sinh thái
Loài này chủ yếu sống trong các khu rừng thường xanh, thường gặp những cá thể đơn lẻ trong các bụi cây Calamus rậm rạp thuộc họ Cau (Arecaceae), chúng cũng hay hút chất lỏng ở các quả thối thuộc giốngFicus. Khi bị động chúng bay lên rất cao và bay sâu vào các bụi rậm, do cánh của chúng rất giống với một chiếc lá khô nên rất khó quan sát. Thức ăn của sâu non được ghi nhận là trên một số cây song, mâyCalamus thuộc họ Cau  (Arecaceae).

## Phân bổ
Trên thế giới loài phân bố ở Nepal, Bhutan, Sikkim, Asam, Myanmar, Hoa Nam, Thái Lan, Lào, Bangladesh, Đài Loan và Việt Nam. Nó cũng được ghi nhận từ Pakistan vào năm 2000. 
Ở Ấn Độ, loài bướm này sinh sống ở dãy Himalaya ở độ cao thấp, từ Jammu và Kashmir, qua Garhwal và Kumaon đến Tây Bengal, Sikkim, Arunachal Pradesh và các bang khác ở phía đông bắc. Nó cũng được tìm thấy ở miền trung và bán đảo Ấn Độ; nó bay ở Madhya Pradesh, Jharkhand, Chhattisgarh, Odisha và Andhra Pradesh ; tức là dọc theo cao nguyên miền trung Ấn Độ đến Pachmarhi và Amarkantak , Ghat Tây về phía nam đến Bhimashankar, và ở Ghat Đông phía bắc sông Godavari.
Tình trạng của loài bướm này ở Ấn Độ là "không hiếm",  trong khi ở Trung Quốc, loài bướm này được coi là "hiếm".
Lá sồi màu cam được bắt gặp ở độ cao 1.800 mét (5.900 ft) trên các ngọn đồi; mặc dù Mark Alexander Wynter-Blyth ghi lại rằng nó được bắt gặp ở độ cao lên tới 8.000 feet (2.400 m) ở những vùng có lượng mưa lớn ở vùng đồi núi và rừng rậm. Ở Kumaon Himalaya, K. inachus đã được ghi nhận là sinh sống trong rừng rụng lá nhiệt đới ở độ cao từ 400 đến 1.400 mét (1.300 và 4.600 ft) và rừng thường xanh cận nhiệt đới ở độ cao trên 1.200 mét (3.900 ft). Trong một cuộc khảo sát tại thành phố Trùng Khánh, Trung Quốc thực hiện từ năm 1998 đến năm 2004, K. inachis được phát hiện sống ở rừng lá rộng ẩm. [11]
Phụ loài là Kallima inachus inachus phân bố ở miền Bắc, còn phụ loài Kallima inachus siamensis phân bố ở miền Nam Việt Nam.

## Tình trạng
Loài sống gắn liền với các thảm thực vật, vì vậy việc phá rừng có thể ảnh hưởng đến sự tồn tại của loài.

## Hình ảnh

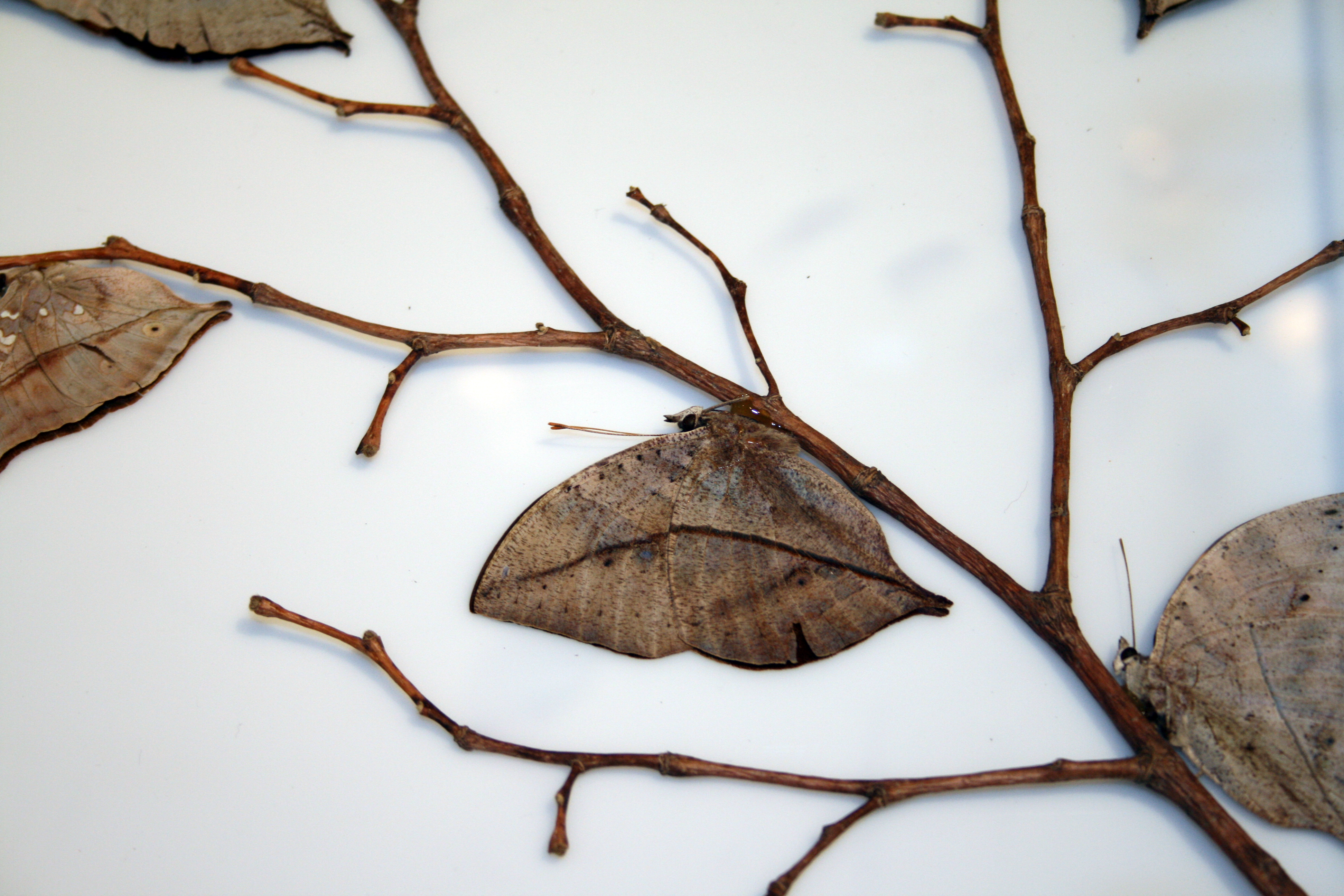
Nghệ thuật sống còn của bướm lá khô
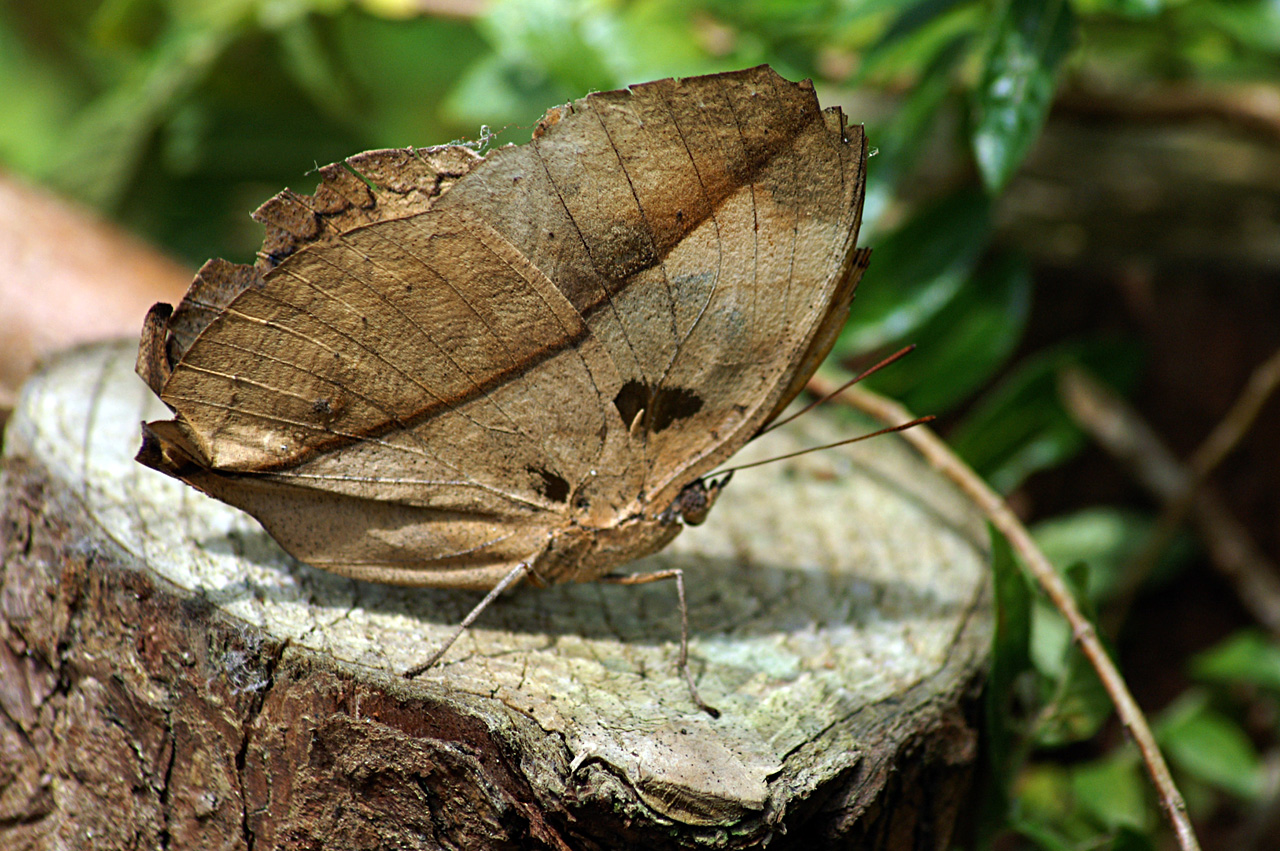
Cánh bướm cũng tả tơi
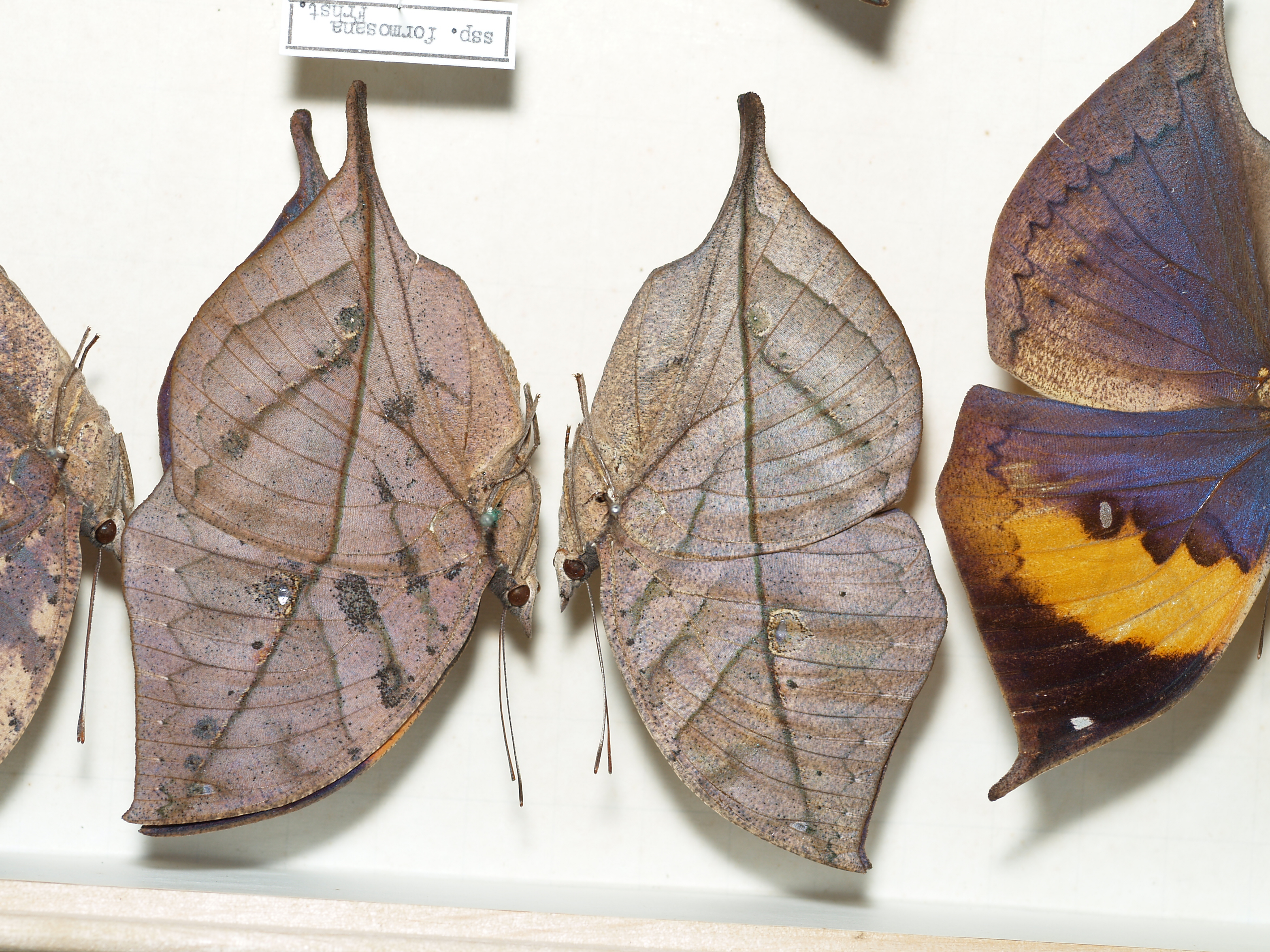
Tiêu bản bướm
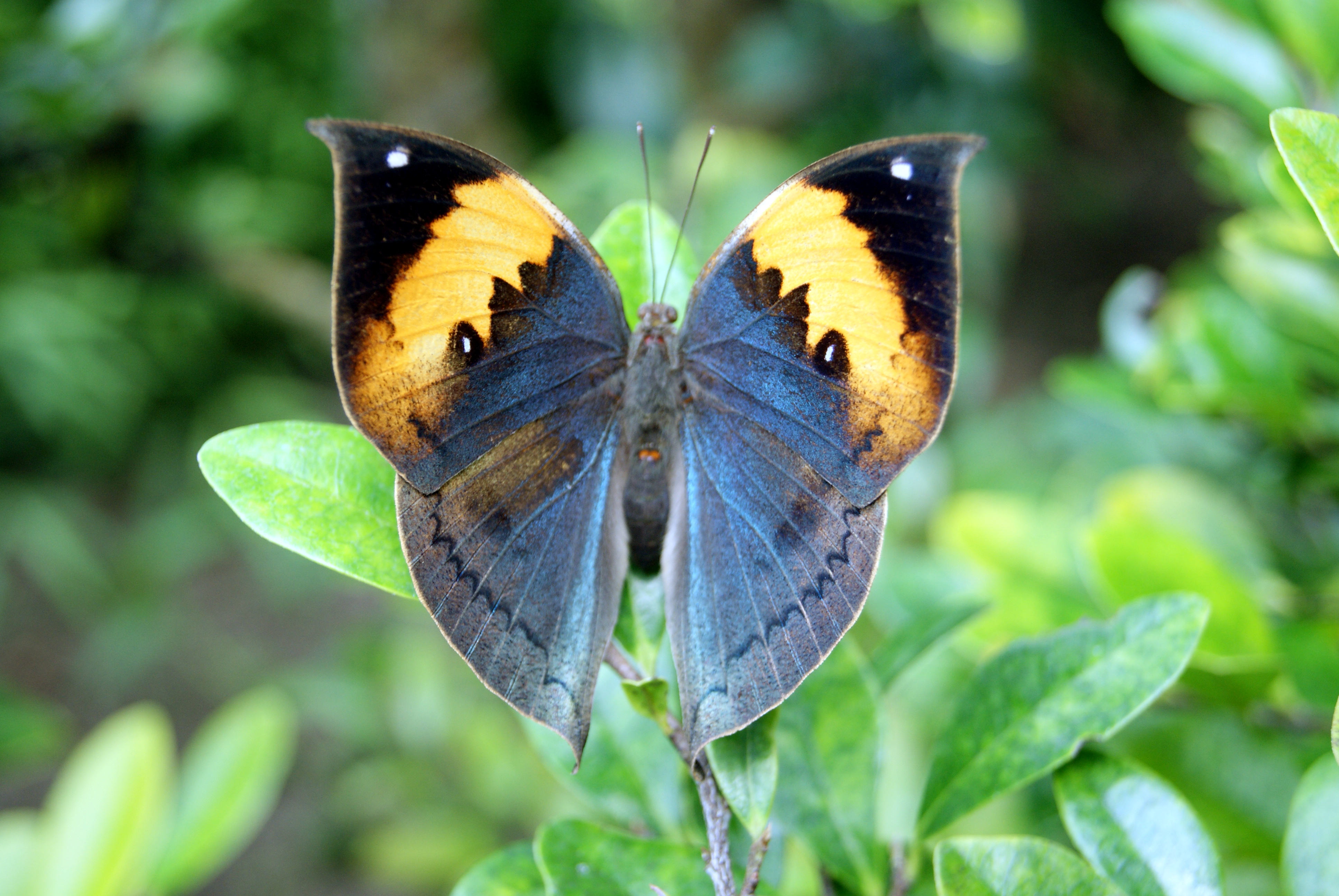
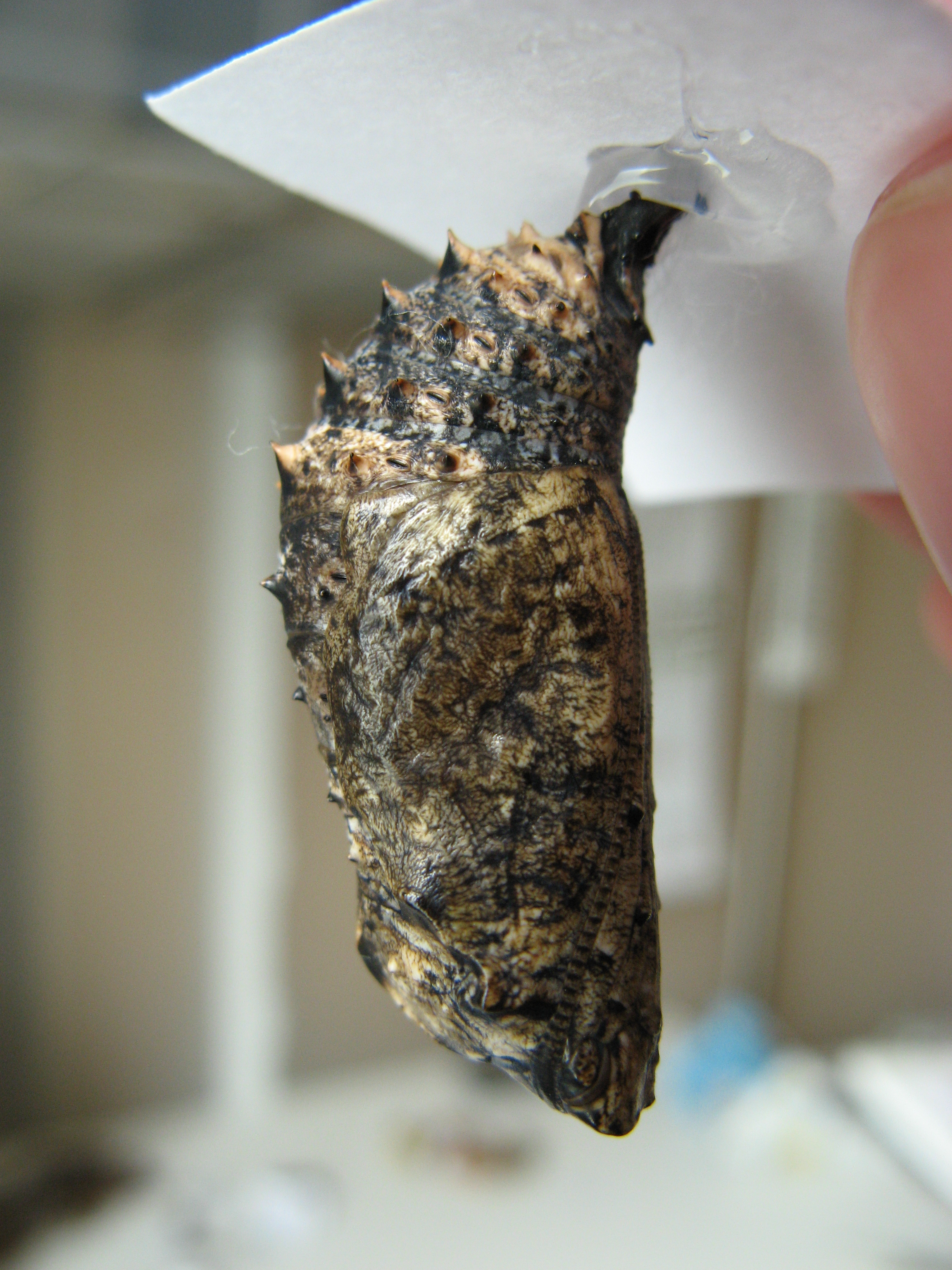
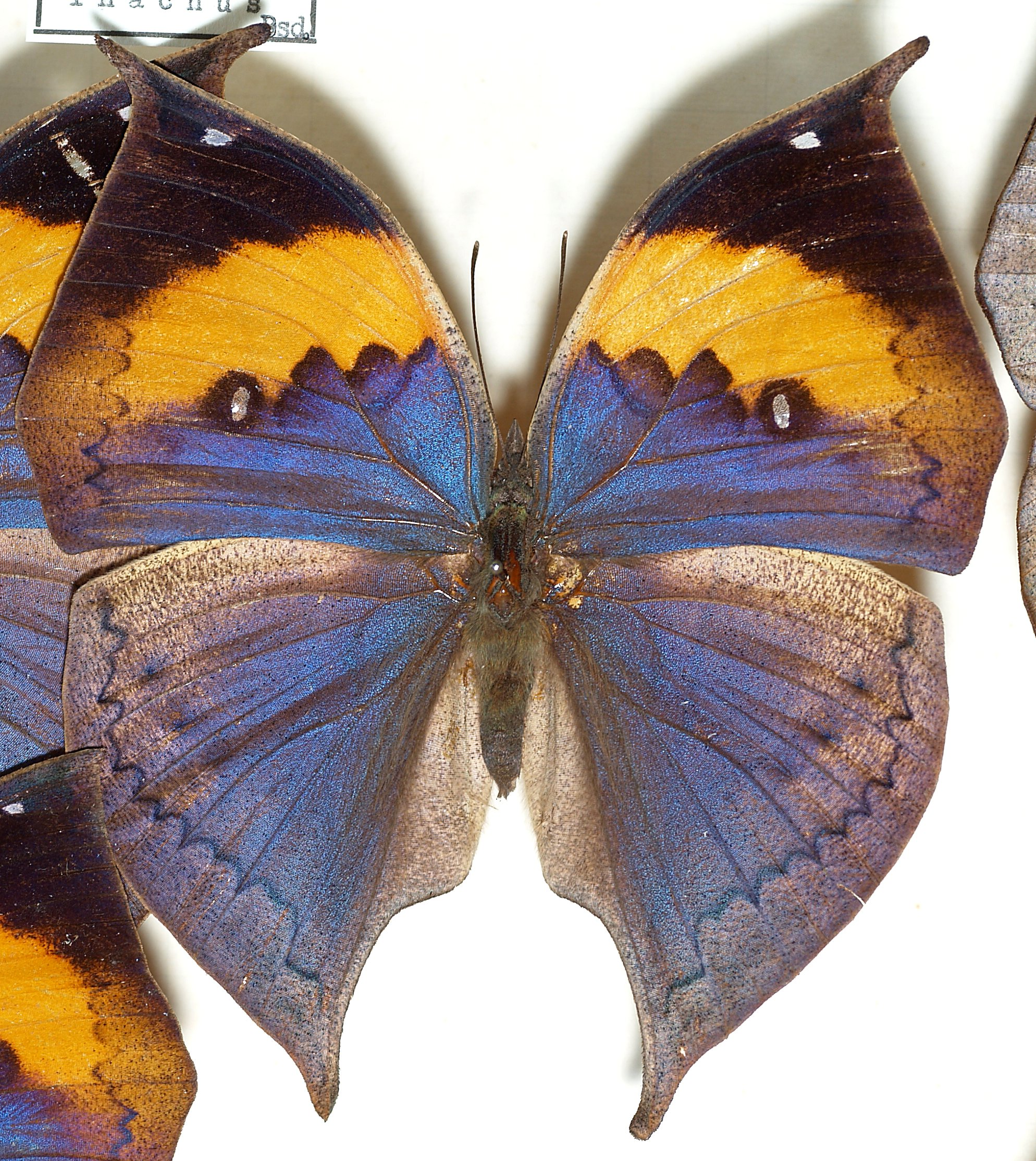
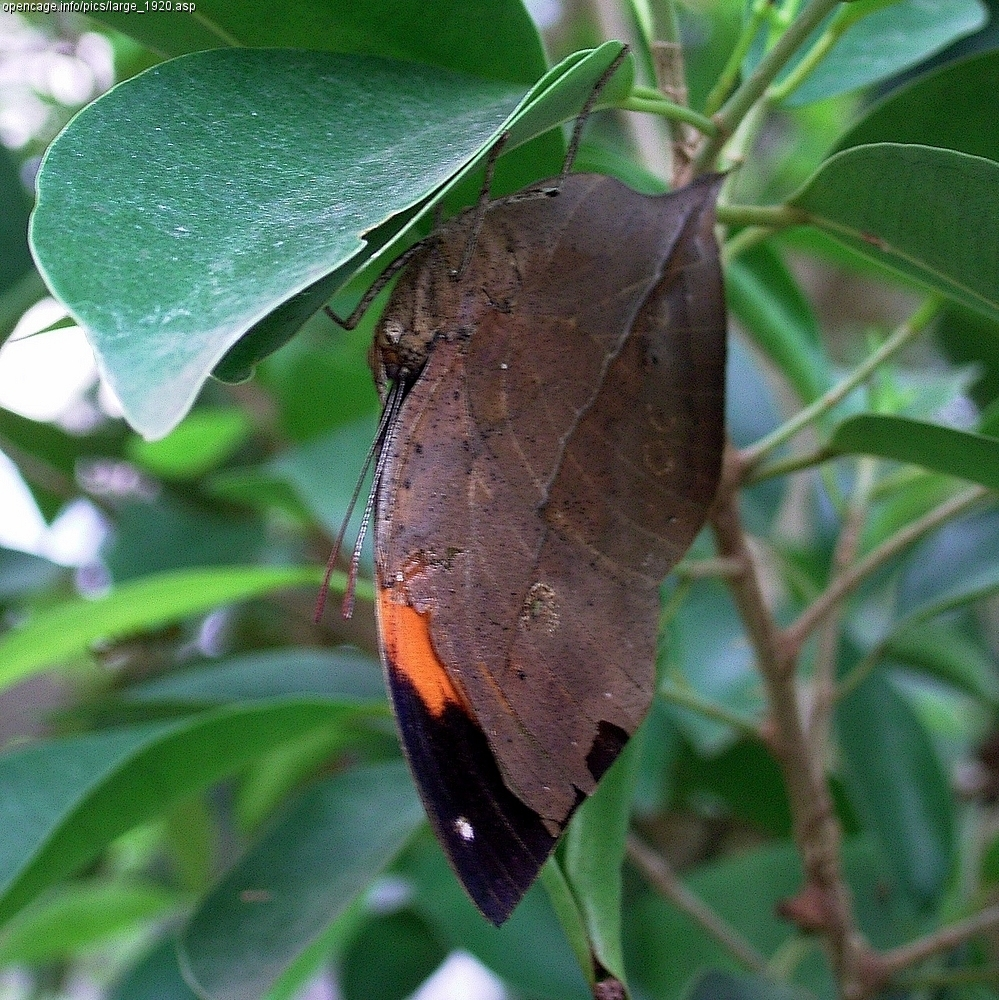